# Шавров, Александр Александрович (лётчик)
Александр Александрович Шавров (1892—1919) — советский военный лётчик.

## Биография
Дед будущего летчика был сыном священнослужителя — настоятеля Кафедрального Собора Верного.
Отец — Александр Александрович Шавров (старший) — учился в Военно-юридической Академии в Санкт-Петербурге, служил в станице Илийская. По выходе в отставку в чине штабс-капитана, переехал в Верный, где стал книготорговцем.
В Верном Александр Шавров окончил гимназию, а также курсы шоферов Карпа Овчарова.
Член РСДРП(б) с 1907 года. Неоднократно арестовывался на несколько суток.
С 1910 года Александр — студент Московского народного университета А. Шанявского, Московского коммерческого института.
В 1914 году он окончил Ташкентскую военную школу. В 1914-17 годах — участник Первой мировой войны: от прапорщика до штабс-капитана.
Осенью 1917 года — курсант Севастопольской военно-авиационной школы. Он единственный из курсантов принял сторону большевиков после Октябрьского переворота.
В 1918 году — участник боевых действий против Донского атамана А. М. Каледина, бывшего одним из столпов Белого движения. В период 1-й красной оккупации Дона Шавров работал на различных должностях Донской Советской Республики в Ростове-на-Дону, затем — на различных руководящих должностях в авиации советского Крыма.
С 25 апреля 1918 года Александр Шавров — начальник управления Южного округа воздушного флота Республики, в городе Царицын, где располагался штаб Кавказского фронта (красного). С сентября 1918 года — начальник авиации «Западного района обороны» Царицына.
С ноября 1918 года Александр Шавров в распоряжении штаба 4-й армии Восточного фронта (красного), ему поручено наладить регулярную воздушную связь с отрезанным от красной Москвы Туркестаном. 19 февраля 1919 года — с заданием командования он лично совершил перелет в Актюбинск, где активно участвовал в обороне города от белых формирований.
Александр Шавров был делегатом 7-го Чрезвычайного съезда советов Туркестана от Актюбинска.
30 марта 1919 года Александр Шавров совершил перелет из Бурного (ныне Жамбылская область) в Верный. 16 апреля 1919 года вылетел на Северный Семиреченский фронт, совершил несколько разведывательных полетов над территорией поддержавшего Белое движение Семиреченского казачьего войска (СМКВ).
1-7 июня 1919 года Шавров активно участвует в 6-м красноармейском съезде Семиреченского фронта (город Копал). На съезде Александр Шавров был избран председателем Реввоенсовета (командующим) фронта и военно-политическим комиссаром. Пытался ввести на фронте строгую дисциплину, чем вызвал недовольство анархиствующих крестьянских командиров, главным образом Н. Калашникова. В июне 1919 года арестован взбунтовавшимися частями и вскоре без суда расстрелян как «бывший офицер» в селе Абакумовка. Труп бросили в колодец. Туда же были сброшены трупы 10 лошадей, колодец залит водой и закидан камнями.
За три героических сверхдальних перелета Шавров был представлен к ордену Красного Знамени (т. н. Боевого Красного Знамени), получить не успел.

## Память о герое
В городе Талдыкоргане имя Александра Шаврова было присвоено одной из главных улиц города. Но после распада СССР улица Шаврова была переименована в улицу Желтоксан в честь событий декабря 1986 года в Алматы.
В старой части Алматы небольшая улочка носит имя А. А. Шаврова.